# Rubus chroosepalus
Rubus chroosepalus är en rosväxtart som beskrevs av Wilhelm Olbers Focke. Rubus chroosepalus ingår i släktet rubusar, och familjen rosväxter. Utöver nominatformen finns också underarten R. c. araneosus.